# Kotipelto
Kotipelto jest nazwą solowego projektu wokalisty Stratovariusa, Timo Kotipelto, który jest jedynym stałym muzykiem w projekcie. Do współpracy przy każdym albumie zaprasza paru najlepszych muzyków ze świata heavy metalu.

## Dyskografia
| 2002                           | Waiting for the Dawn - Data: 2002 - Wydawca: Century Media Records | — |
| 2004                           | Coldness - Data: 26 kwietnia 2004 - Wydawca: Century Media Records | 4 |
| 2007                           | Serenity - Data: 20 kwietnia 2007 - Wydawca: AFM Records           | 8 |
| "—" pozycja nie była notowana. |                                                                    |   |